# Beachkorfbal
Beachkorfbal is een relatief nieuwe variant van het spel korfbal, ontstaan om en nabij het jaar 2000. Het spel is in principe bedoeld voor op zand, maar zou zich ook goed lenen voor andere ondergronden.
Vanwege de ondergrond en de snelle acties is het een attractieve en veeleisende vorm. In tegenstelling tot het zaalkorfbal, is op internationaal vlak de top veel breder.
Beachkorfbal wordt 4 tegen 4 gespeeld.

## Geschiedenis
Oorspronkelijk werd beachkorfbal gespeeld op een veld van 20x20 meter met een korf in het midden van het veld. Van elk team mochten er 4 spelers deelnemen aan het spel (2 heren en 2 dames). In elke hoek van het veld was er een 2-punterzone. In deze zone kon je ook het recht op aanval behalen (aanval werd verdediging en omgekeerd). Er mocht onbeperkt gewisseld worden. In deze oorspronkelijke vorm kon je de grootste tornooien terugvinden op het strand in Noordwijk (Fluks korfbal) en op het Zilvermeer in Mol (Kon. Belgische Korfbalbond). 
In 2014 werd een experiment gestart om het beachkorfbal attractiever te maken, met als uitgangspunt de sport attractiever te maken, maar ook makkelijk om te volgen of spelen voor iedereen. Dit resulteerde in een samenwerking tussen België, Hongarije en Nederland, onder leiding van respectievelijk Kevin Lauwers, Bandor Nagy en Barry Schep. Alle positieve elementen uit deze experimenten werden samengebracht tot het beachkorfbal in de vorm zoals we deze nu kennen. 

## Beachkorfbal
Beachkorfbal wordt gespeeld op een veld van 10x20 meter met twee korven op 4 meter uit de achterlijn. Er wordt vier tegen vier gespeeld. Een team bestaat uit twee dames en twee heren. Er mag onbeperkt gewisseld worden tijdens het spel. Internationaal is het aantal reservespelers beperkt tot 4 (2 heren 2 dames). 
Beachkorfbal kan zowel outdoor als indoor gespeeld worden. 

## Internationale kampioenschappen

### Wereldkampioenschappen
| Jaar | Gastland | Goud      | Zilver         | Brons    |
| ---- | -------- | --------- | -------------- | -------- |
| 2022 | Marokko  | Polen     | Portugal       | België   |
| 2024 | Thailand | Nederland | Chinees Taipei | Tsjechië |

### World Cup Beach Korfball
| Jaar          | Gastland  | Goud           | Zilver    | Brons    |
| ------------- | --------- | -------------- | --------- | -------- |
| 2018          | België    | België         | Portugal  | Polen    |
| 2019 (Asia)   | Hongkong  | Chinees Taipei | China     | Hongkong |
| 2019 (Europe) | Frankrijk | Portugal       | Nederland | België   |
| 2023 (Europe) | Polen     | België         | Nederland | Polen    |
| 2024 (Europe) | België    | Nederland      | Polen     | België   |
| 2024 (Europe) | Thailand  | Chinees Taipei | Tsjechië  | Polen    |
|               |           |                |           |          |

### Geschiedenis
Vanuit de Internationale Korfbalfederatie worden sinds 2017 ook officiële Internationale Kampioenschappen georganiseerd. 
In tegenstelling tot het zaalkorfbal, is op internationaal vlak de top veel breder. Naast de traditionele korfballanden België en Nederland, behoren ook Polen, Tsjechië, Hongarije, England en vooral ook Portugal tot de top. Dit laatste land is ook de huidige leider op de wereldranking, en de regerende Europees Kampioen bij de senioren. 
In 2017 vond het eerste (Open) Europees Kampioenschap Beachkorfbal plaats in het Beach Stadium op het strand van Scheveningen - Den Haag (Nederland). Tijdens dit eerste internationale kampioenschap werden vooral nog enkele zaken verder uitgetest, die hierna weer zorgden voor een finetuning van de spelregels zoals we die nu kennen. Winnaar van dit eerste (Open) Europees Kampioenschap was Nederland. Nederland kon deze gouden medaille in eigen land veiligstellen na een spannende finale tegen Portugal. België behaalde de derde plaats na winst tegen Tsjechië. 
Sinds 2018 worden de continentale kampioenschappen gespeeld onder de benaming "IKF Beach Korfball World Cup". Ieder land dat aangesloten is bij de Internationale Korfbalfederatie kan deelnemen aan deze tornooi, maar uiteraard komen enkel de landen uit het betreffende continent in aanmerking voor het continentaal kampioenschap. 
Het eerste tornooi dat gespeeld werd onder deze benaming was de IKF Beach Korfball World Cup (Europe) 2018. Deze vond plaats aan de O'Neill Beachclub in Blankenberge (België). Ook in dit tweede internationaal tornooi was het het thuisland dat het goud kon veiligstellen. Ook nu was Portugal de uitdager in de finale. In de kleine finale wist Polen het brons te behalen nadat het Hongarije wist te verslaan. 
Een jaar later vond ook de eerste World Cup plaats buiten Europa. Het Tin Yip Road Park Artificial Sand Court in Hong Kong was de locatie voor de eerste IKF Beach Korfball World Cup (Asia) in 2019. Nadat Chinese Taipei net ervoor ook al het Universitaire Kampioenschap wist te winnen, werden ze ook de eerste "Aziatisch Kampioen Beachkorfbal". In de beide kampioenschappen wonnen ze tegen China de finale. Tijdens de World Cup wist thuisland Hong Kong de derde plaats veilig te stellen. 
Enkele maanden later werd in Bonson (Frankrijk) de IKF Beach Korfball World Cup (Europe) gespeeld. Net zoals in het Aziatisch Kampioenschap werd deze World Cup gespeeld op een speciaal hiervoor aangelegd beach stadium in het centrum van Bonson. Derde keer goede keer voor Portugal, want zij wisten de finale van dit Europees Kampioenschap te winnen tegen Nederland. In de kleine finale was België te sterk voor Hongarije. 
De edities in 2020 en 2021 werden vanwege de corona pandemie geannuleerd of uitgesteld. 
Op 19 en 20 augustus 2022 werd het eerste Wereldkampioenschap beachkorfbal georganiseerd door de Marokkaanse korfbalfederatie op het strand van Nador. 14 landen maakten onderling uit wie de allereerste wereldkampioen beachkorfbal werd.
In 2023 werd de IKF Beach Korfball World Cup (Europe) op 25 en 26 augustus georganiseerd door de Polish Korfball Association in Wroclaw, Polen.
De World Games van 2025 in het Chinese Chengdu zullen voor de eerste keer ook een beachkorfbal competitie organiseren.

## Spelregels
De regels van het spel zijn vastgelegd door de IKF. De belangrijkste regels die afwijken van veld- en zaalkorfbal, zijn:
- Beachkorfbal wordt gespeeld in één speelveld van 20 bij 10 meter met twee korven op 4 meter uit de achterlijn.
- Er wordt gespeeld met vier tegen vier, 2 dames en 2 heren. Internationaal mag een team ook beschikken over 4 wisselspelers. Op nationaal vlak mag hiervan afgeweken worden.
- Wisselen mag onbeperkt en op elk moment. Terugwisselen mag. Wisselen dient te gebeuren vanuit de eigen wisselzone, die zich naast het veld bevindt. De 'wissel' heeft met de gewisselde, buiten het speelveld, handcontact als teken dat zij gaan wisselen. Een heer mag alleen voor een heer gewisseld worden, een dame alleen voor een dame, zodat er altijd 2 dames en 2 heren in de ploeg staan.
- De thuisploeg neemt de bal uit onder de eigen paal. De tweede helft neemt de uitploeg de bal uit.
- De wedstrijdduur bedraagt 2 x 6 minuten.
- Na een lichte overtreding volgt een spelhervatting op de plaats van de overtreding. Een directe doelpoging is niet toegestaan. De scheidsrechter hoeft niet in te fluiten en dus kan er direct worden doorgespeeld.
- Na een zware overtreding volgt een vrije bal op de plaats van de overtreding of op 3 meter van de paal. De keuze is aan de speler waartegen de overtreding is gemaakt die tevens de vrije bal dient te nemen. Een directe doelpoging is wel toegestaan. De speler die de bal neemt, mag niet gehinderd worden. De scheidsrechter geeft aan wanneer de vrije bal genomen mag worden middels een opgestoken arm.
- Na een doelpunt mag de niet scorende partij direct doorspelen.
- Mocht het tijdens een finalewedstrijd eindigen in een gelijkspel, wordt er een Golden Goal verlenging gespeeld. De speelduur hiervan is 2 minuten en het team dat balbezit had bij het einde van de wedstrijd mag het spel hervatten. Als er geen winnaar komt in deze 2 minuten, volgen er vrije worpen van 3 meter door 2 dames en 2 heren per team volgens het Sudden Death principe.
- De scheidsrechter kan een gele kaart tonen bij een te zware overtreding of commentaar op de leiding. Een gele kaart betekent een straftijd van 2 minuten of tot de volgende tegengoal. Hierbij mag de speler speler pas gewisseld worden na twee minuten of de eerstvolgende tegengoal. De speler zelf mag er pas na 2 minuten terug in. Een vrije bal die uit dezelfde gele kaart volgt telt niet als tegengoal. Bij twee gele kaarten wordt er een rode kaart gegeven.
- In het geval van een rode kaart, moet de speler het speelveld verlaten en mag pas gewisseld worden na 2 minuten. Deze speler mag niet terugkeren in het spel en dient het speelveld definitief te verlaten.